# Avenida Quilín
La avenida Quilín es una importante vía de comunicación de las comunas de Macul y Peñalolén, en la ciudad de Santiago de Chile, atravesando ambas comunas de poniente a oriente. Esta vía nace en la avenida Vicuña Mackenna y finaliza en el sector precordillerano de Peñalolén.

## Historia
La actual avenida Quilín encuentra sus orígenes en el camino de Macul a Lo Cañas, antigua vía colonial que enlazaba el viejo pueblo de indígenas de Macul con el sector de Lo Cañas, y ya en la época republicana las haciendas respectivas. A finales del siglo XIX y comienzos del XX, era una vía que partía en el sector de Punta de Rieles y llegaba hasta la hacienda de la familia Cousiño. Registros de 1931 dan cuenta de un trazado muy similar a la actual Avenida, manteniéndose la nomenclatura en planimetría del año 1943. Ya en 1958 el sector de la avenida correspondiente a la comuna de Macul se presenta semi urbanizado, apareciendo la denominación de avenida Quilín, lo que se mantiene en 1966.
Con la urbanización de Macul durante la primera mitad del siglo XX, y de Peñalolén durante la segunda mitad del siglo XX, Quilín adquiere su denominación actual, la que hace referencia a las paces o pactos de Quilín. Ambas nomenclaturas subsisten en documentos oficiales, como por ejemplo en el Plan Regulador de Ñuñoa de 1967.
En el primer plan intercomunal de Santiago, aprobado en 1960, surge el concepto de Avenidas Parques, contemplando como una de ellas la "Avenida que une el extremo Poniente del Parque Isabel Riquelme, desde la Avenida Vicuña Mackenna hasta el Parque de la Viña Macul, por el Oriente" Dicho instrumento de planificación territorial contempla un ancho para avenida Quilín de 60 metros.
Actualmente el Plan Regulador Metropolitano incluye a Quilín entre las vías intercomunales, y contempla su ampliación, atendido el crecimiento en el tráfico vehicular. De acuerdo a dicho instrumento, la avenida debe tener 30 metros de ancho en el sector superior a avenida Consistorial, 60 metros de ancho entre dicha avenida y avenida Pedro de Valdivia, y 110 metros de ancho entre esa avenida y avenida Marathon.

## Toponimia
El nombre de esta vía recuerda el parlamento de Quilín de 1641, una masiva reunión entre representantes del pueblo mapuche y los conquistadores españoles, el 6 de enero de 1641, del cual emanó el primer tratado de paz entre ambos pueblos, en el marco de la Guerra de Arauco. El parlamento fue celebrado a orillas del río Quillén, en la región de la Araucanía. La denominación de ese río proviene del término kelleñ, que en mapudungún significa frutilla.

## Trazado y sectores aledaños

### Sector Macul
La avenida Quilín nace en la avenida Vicuña Mackenna y es la continuación natural de la avenida Carlos Valdovinos y la avenida Isabel Riquelme. Se trata de uno de los principales ejes oriente-poniente de la comuna, y una de las vías estructurantes de su trama urbana.
En el tramo entre Vicuña Mackenna y Marathon predominan las industrias ligeras. A un costado de Quilín se encuentra el canal Quilín, tributario del Zanjón de la Aguada. 
En el tramo entre Marathon y avenida Pedro de Valdivia, la avenida limita con la Villa Santa Carolina. 
En la intersección con avenida Macul se encuentra la plaza Punta de Rieles, centro del barrio homónimo. Allí se encuentra una sucursal del Banco Estado y el edificio Cardenal Raúl Silva Henríquez de la Municipalidad de Macul. 
En el tramo entre avenida Macul y avenida Ramón Cruz Quilín atraviesa sectores residenciales, correspondientes a la Villa Macul y al barrio Plaza Arabia, y sectores industriales y de servicios, correspondientes a imprentas, laboratorios, los estudios del canal de televisión La Red y la Clínica del Carmen de Macul. Se ubica también en este tramo la feria modelo El Carmen.
Entre la avenida Ramón Cruz y la rotonda Quilín, la avenida se ensancha considerablemente y cuenta con un parque entre sus dos pistas. En los alrededores de la avenida se encuentran la Villa Divina Providencia, la población Chacarilla de Macul, población María Lyon, población Nueva Quilín y Villa Universidad Católica.
En la rotonda Quilín la avenida interseca con la autopista Vespucio Sur, límite entre las comunas de Macul y Peñalolén. En el centro de la rotonda se ubica la estación Quilín de la línea 4 del metro de Santiago.

### Sector Peñalolén
En esta comuna la avenida Quilín atraviesa zonas de reciente urbanización. En el límite con Macul se ubica el Mall Paseo Quilín. 
En el tramo entre la rotonda Quilín y avenida Tobalaba, Quilín rodea en una larga curva la Viña Cousiño Macul. También se ubica en este tramo el Club de Campo del Banco Santander, la Liga Independiente de Fútbol y la sede y canchas de la ANFP.
Tras atravesar el canal San Carlos, Quilín bordea conjuntos habitacionales recientes, intersectando las avenidas Consistorial y Las Perdices, terminando en los faldeos precordilleranos de Peñalolén.